# Priscille Jinette Bansé
Priscille Jinette Bansé, née le 18 avril 1995 à Tenkodogo, est une écrivaine burkinabè. Elle est aussi journaliste. 

## Biographie

### Enfance et études
Priscille Jinette Bansé a vécu une enfance entre plusieurs villes du Burkina Faso, du fait de la profession  de ses parents. Elle nourrit la passion pour l'écriture depuis l'enfance.  Après l’obtention de son baccalauréat, elle opte pour des études en science et technique de l’information et de la communication, option journaliste à l’université Joseph-Ki Zerbo. Elle a aussi fait des études en genre population et développement.   

## Carrière journalistique
Priscilla commence sa carrière en journalisme au média en ligne Burkina24. Elle travaille plus tard comme chargée de communication dans les organisations non gouvernementales . 

## Écrivaine
Priscilla est une jeune écrivaine burkinabè,,. Elle est auteure de deux livres dont "Du paradis à l'enfer " publié en 2019 et "Acolyte de Fortune" en 2023 publié aux Éditions L'Harmattan[Lesquels ?].

### Récompenses et Distinctions
Priscille Jinette Bansé a été nommée en 2020 au Plume d'or dans la catégorie meilleure parution littéraire féminine et en 2019 elle a reçu le prix de la meilleure blogueuse de l'année avec le blog priscillabanse.wordpress.com. Elle remporte également le premier prix du concours Mys’TIC Blog Awards

### Vie associative
Priscille Jinette Bansé est membre fondatrice de l'association des écrivaines du Burkina Faso dénommée "Mots d'Elles"

### Engagement social
Priscille Jinette Bansé est engagée pour La Défense des droits de la femme. Elle est également engagée en politique.